# Триконі

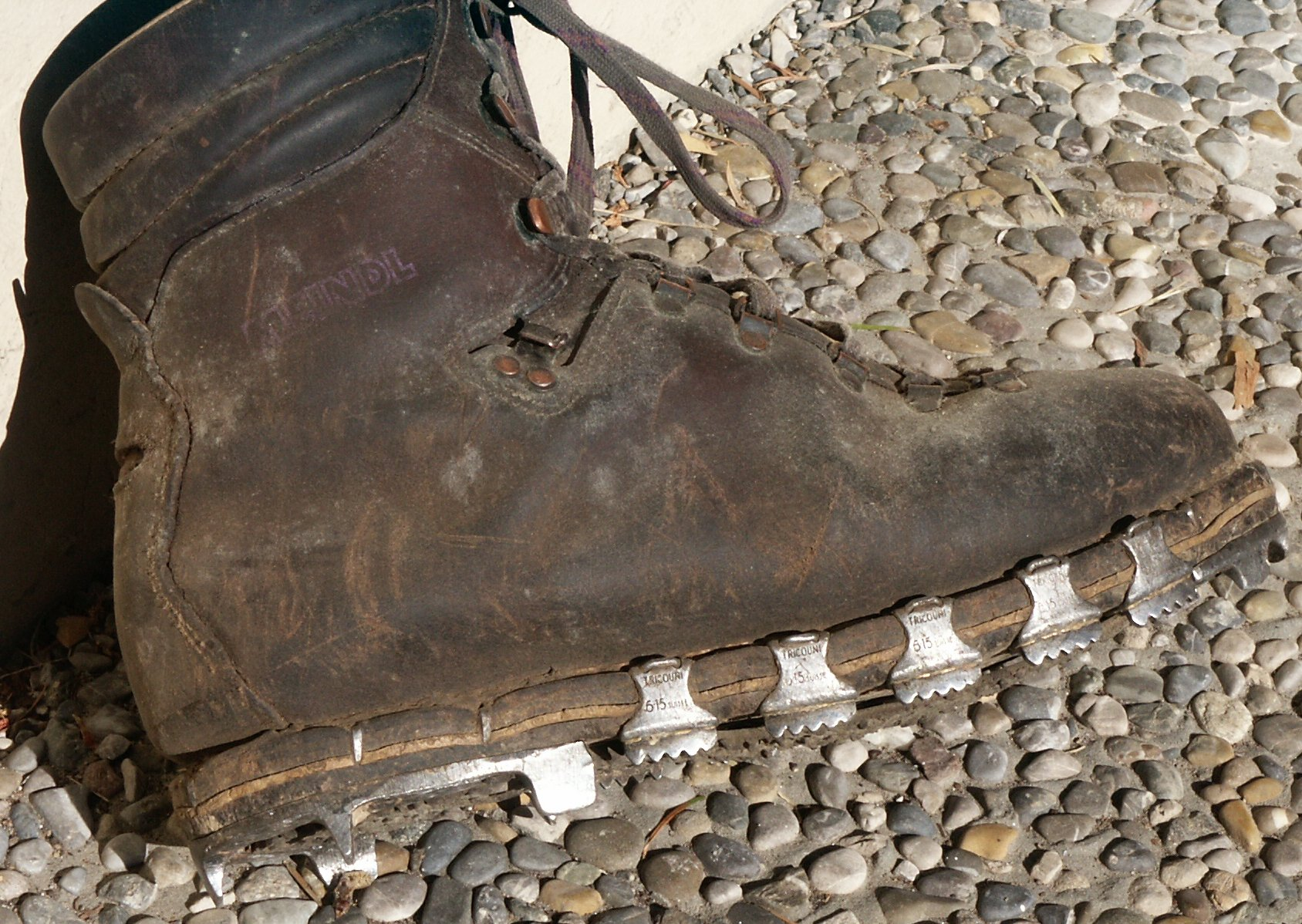
Гірські черевики — «триконі».

Український альпініст в триконях. Кавказ, район Безенгі, 1968 рік.

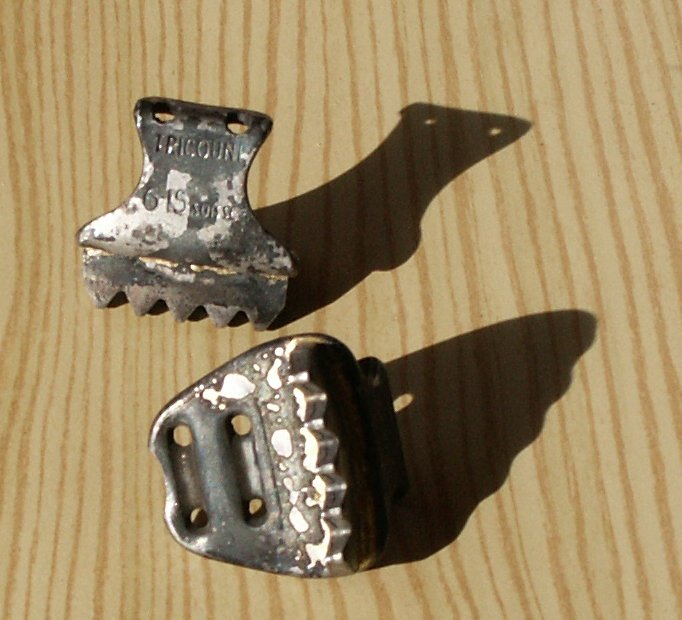
Стальні набивки-триконі для альпіністського взуття.

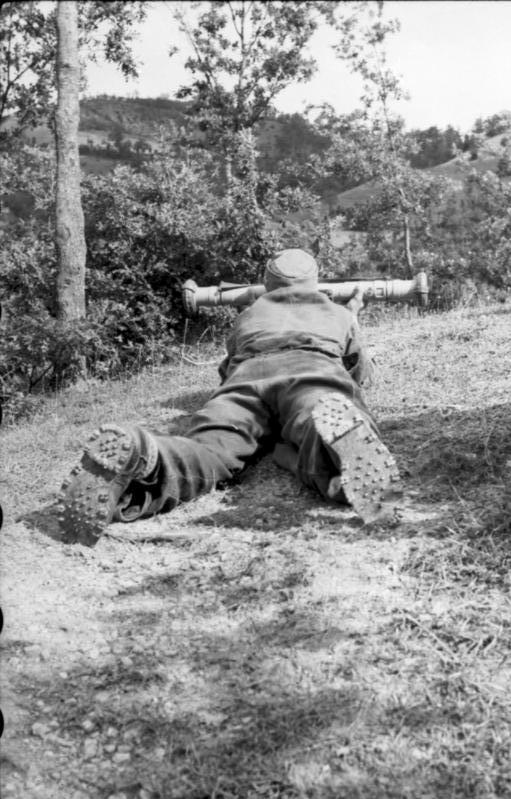
Італія, гірський стрілець з далекоміром, взутий у отриконені черевики

Триконі, Тріконі — сталеві зубчасті набійки на підошви гірських черевиків (черевик для альпінізму та гірського туризму), що мали поширення в XX столітті. Назва — від швейцарської фірми Tricouni, що їх виробляла.
Триконями також називали і самі черевики з набитими на них металевими набійками.

## Використання
Готроносі черевики використовувалися альпіністами і гірськими туристами, а також геологами і військовослужбовцями гірськострілецьких підрозділів (переважно, швейцарської, німецької та австрійської армій). Поверх триконів могли вдягатися альпіністські кішки.
- Переваги триконів: оббиті ними черевики чудово тримали практично на будь-якому типі рельєфу: на скелях, осипах, некрутому фірні і льоду, а також на мокрій траві.

- Недоліки триконів: істотне збільшення маси оббитого ними черевика, знос і необхідність заміни стертих або втрачених набійок. Також в холодну погоду ноги спортсмена, взутого в отриконені черевики, мерзли сильніше (через постійну близькості металу до ноги).

Отриконені черевики широко використовувалися до появи гірських черевиків з гумовою або поліуретановою підошвою з протектором типу «вібро» (від назви фірми Vibram), що повністю витіснили Триконі.
В даний час за кордоном Триконі продовжують використовуватися лише окремими представниками професій, пов'язаних з роботою в горах (пастухами, геологами тощо), яким часто доводиться переміщатися по крутих мокрих трав'янистих схилах або іншому гірському рельєфу.

## Інтернет-ресурси
- (фр.) Tricouni's brief biography. In Le Messager: Genevois, 16 January 2014, p. 24.
- Tricouni Firma